# 環球電視網 (加拿大)
環球電視網（英語：Global Television Network，簡稱）是加拿大一家私營免費英語電視網絡，由全國15間直屬地區電視台組成，母公司為總部設於安大略省多倫多的康力斯娛樂。環球電視於1974年啓播，早期覆蓋範圍限於南安大略，其後逐漸拓展至全國其他電視市場，成為加拿大繼CBC和CTV後第三個全國性免費電視網。

## 歷史

### 1970至1990年代
直至1970年代，加拿大國内只有兩間全國性免費電視網絡，分別為國營的CBC和私營的CTV，而全國各大城市通常亦只有這兩間電視網的地區分台。為了向國内觀眾提供更多選擇（以及減少觀眾流失往貼近美加邊境的美國電視台），加拿大政府於1970年代開始在國内數個主要城市批出新的地區電視台牌照。數名商人本來有意建立第三個全國性免費電視網，並組成環球通訊公司（Global Communications Ltd.）參與競投牌照，但後來卻縮小計劃規模，打算初期只於安大略省内營運。集團最終在南安省投得六個發射站，將之組成「環球電視網絡」並於1974年1月6日啓播，辦公室和錄影廠設於多倫多市當妙斯區（Don Mills）。集團在短短三個月内已經發生財務問題，並被另外兩家更大的財團收購，其中之一為總部設於溫尼伯的加西集團（該集團後於1975年創立溫尼伯地區電視台CKND）。
加西集團於1977年成功購入另一個財團持有的環球通訊公司股份，成爲環球電視最大股東，亦成爲首家總部位於加拿大西部的大型廣播集團。加西其後於1980年代在沙省的利載拿和薩斯卡通投得地區電視牌照，並分別於1988年和1994年購入溫哥華的CKVU-TV和大西洋省份的CIHF-TV。雖然集團旗下地區電視台的節目編排大致相同，但卻沒有統一的企業形象，只是各自沿用固有的名稱（如CIHF便沿用其廣播品牌「MITV」）再另外加上「加西環球系統成員」（Part of the CanWest Global System）的字樣。集團於1997年收購了魁北克城的CKMI-TV後，開始統一企業形象為「環球電視網絡」並啓用新月形台徽標誌，同時定位為全國性電視網絡（雖則仍未覆蓋亞伯達省和紐芬蘭及拉布拉多省）。

### 2000年代至今

環球電視於1997年統一全國企業形象，同時啓用此新月形台徽標誌

集團再於2000年收購西方國際通訊集團（Western International Communications，WIC），並將其位於卡加利、愛民頓和列必珠的地區電視台歸入環球網絡，把網絡的覆蓋範圍伸延至人口迅速增長的亞伯達省。另外，WIC的其它地區電視台與環球電視本身的直屬分台於國内數處出現訊號重疊，因此加西集團於2001年將位於咸美頓、域多利和滿地可的WIC地區電視台改組成「CH電視台」（2007年改稱E!電視台，並吸納其它地區分台），並將之定位為集團旗下的次要性電視頻道。
是次收購行動亦包括溫哥華的CTV聯播分台CHAN-TV，令加西於該市同時持有CHAN和CKVU兩家免費英語地區電視台。此情況與加拿大視訊委員會（CRTC）的媒體業權政策有所抵觸，因此加西需出售其中一家電視台。由於CHAN的收視率長年位居溫哥華之冠，加西因此決定當CHAN與CTV的聯播關係於2001年屆滿後，將環球電視分台地位由CKVU調往CHAN，並出售CKVU。另一方面，CTV則打算於溫哥華另起爐灶自設直屬分台，卑詩省西南部電視業一場重大變革由此而起。
加西集團亦於同期收購《全國郵報》（National Post）和修咸報業集團（Southam Newspapers）。在此之後，加西開始在其電視台、報章及入門網站之間進行協調，並於各項目之間互相宣傳和共享資源以收協同效應，其傳媒王國亦逐漸成形。加西再於2000年代中期重組國内業務，並於2005年末宣佈革新環球電視的視覺形象，以新的大於號標誌取代原有的新月形標誌。新標誌於2006年2月5日啓用，配合環球電視於同日轉播第四十屆超級碗賽事。
然而，連串舉動令加西債台高築，導致集團於2009年進入破產保護。E!電視台於同年解散，其基隆拿分台CHBC被歸入環球網絡，而E!的其它直屬分台則被出售或關閉。總部位於卡加利的蕭氏通訊於2010年宣佈收購環球電視以及加西集團的其它收費電視業務，同年10月22日獲CRTC批准，於10月27日正式接管加西的廣播業務並將之歸入新成立的子公司蕭氏傳媒；而加西的傳媒王國亦隨著其報業項目另行放盤而告瓦解。
康力斯娛樂於2016年1月13日宣佈以26億5千萬加元向蕭氏通訊收購包括環球電視在内的蕭氏傳媒資產。由於康力斯和蕭氏通訊的最大股東皆為蕭氏家族，CRTC視這宗交易為企業重組，並於同年3月23日批准；康力斯於同年4月1日正式接管環球電視。另一方面，康力斯旗下三間原本聯播CTV的安省地區電視台（彼得堡的CHEX、奧沙華的CHEX-TV-2和京士頓的CKWS）從2016年起加插環球電視的新聞節目，並於2018年取消與CTV的聯播關係，正式成為環球電視的直屬分台。

## 新聞節目

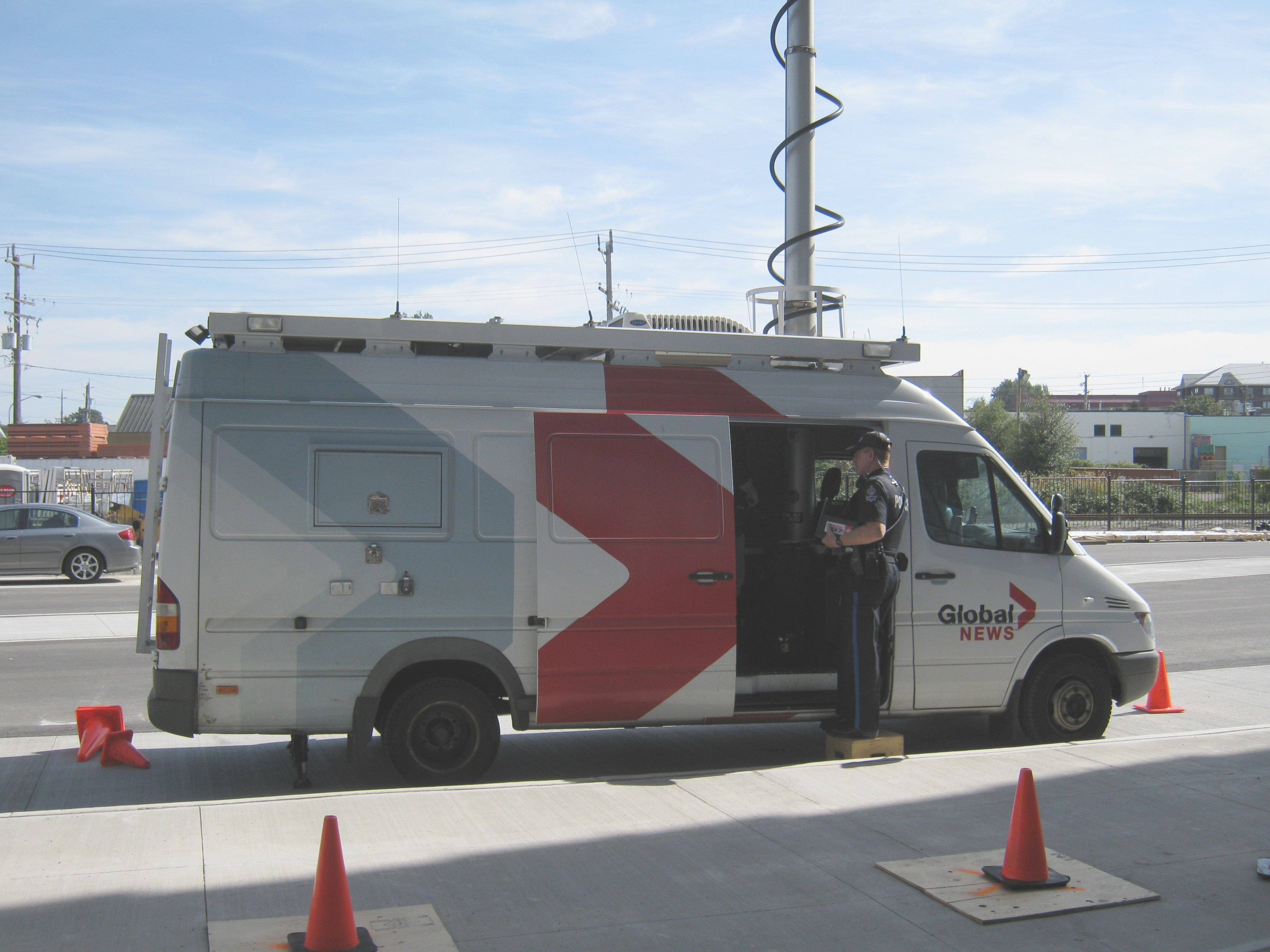
環球電視卑詩省分台的戶外直播車

環球電視到1997年才確立其全國企業形象，連帶其全國新聞部亦較遲起步，多年來只於旗下的地方電視台播放地區性新聞報道。集團於1994年才開始製作半全國性的新聞報道《First National》，於緬省、安大略省和（自1997年起）魁北克省播放。隨著環球電視的大溫哥華地區分台地位於2001年調往CHAN-TV，集團亦終於宣佈在CHAN的廣播大樓建立全國新聞中心。半小時全國新聞聯播《Global National》於同年9月3日啓播，起初只限於週一至週五播出；週末版則於2005年啓播。
從2008年2月起，工作日的《Global National》改由位於渥太華的虛擬演播室播出，但全國新聞中心及大部分幕後製作班子仍然留守溫哥華，渥太華的直播室亦是由溫哥華的幕後人員控制；週末版的《Global National》亦維持從溫哥華播出。節目從2010年9月20日起以高清製作，工作日版本亦同時遷回溫哥華播報。現時大部分加西地區分台於當地時間下午5時30分播放《Global National》（除了基隆拿分台於下午6時播放），而加東地區分台則於下午6時30分播放此節目。環球電視亦曾於2012-16年間製作普通話新聞節目《Global National國語新聞》，工作日在溫哥華和卡爾加里的有線電視頻道蕭氏多元文化頻道中播出。
環球電視的直屬分台於下午6時播放傍晚地區新聞（多倫多分台提早至下午5時30分），並於晚上11時播放夜間地區新聞，而大部分分台亦於早上時段播放早間地區新聞。另外，溫哥華、卡加利和愛民頓分台亦於中午12時和下午5時提供地區新聞，而沙省和緬省分台亦於晚上10時播放地區新聞。
2013年3月14日，環球電視的第一個地區新聞台－環球新聞卑詩一台（Global News: BC 1）－在溫哥華以及維多利亞地區的蕭氏有線電視系統中啟播，而卑詩省內其他地方的蕭氏有線電視系統亦已於同月21日開始播放該台的訊號。

## 數碼廣播
環球電視的多倫多分台（CIII）從2004年10月起進行高清廣播，但只限於數碼有綫電視平台接收。環球電視從2008年起陸續展開地面數碼廣播，現時下列城市可接收環球電視的地面數碼訊號：
| 城市             | 分台       | 頻道號碼  |
| ---------------- | ---------- | --------- |
| 卡加利           | CICT-DT    | 41 (2.1)  |
| 愛民頓           | CITV-DT    | 13 (13.1) |
| 弗雷德里克頓     | CHNB-DT-1  | 44 (11.1) |
| 哈利法斯         | CIHF-DT    | 8 (8.1)   |
| 列必珠           | CISA-DT    | 7 (7.1)   |
| 美德蘭           | CIII-DT-7  | 7 (7.1)   |
| 蒙特婁           | CKMI-DT-1  | 15 (15.1) |
| 蒙克頓           | CHNB-DT-3  | 27 (27.1) |
| 渥太華           | CIII-DT-6  | 6 (6.1)   |
| 巴黎（安大略省） | CIII-DT    | 6 (6.1)   |
| 魁北克城         | CKMI-DT    | 20 (20.2) |
| 利載拿           | CFRE-DT    | 11 (11.1) |
| 聖約翰           | CHNB-DT    | 12 (12.1) |
| 薩斯卡通         | CFSK-DT    | 42 (4.1)  |
| 舍布魯克         | CKMI-DT-2  | 11 (11.1) |
| 雷灣             | CHFD-DT    | 4 (4.1)   |
| 多倫多           | CIII-DT-41 | 41 (41.1) |
| 溫哥華           | CHAN-DT    | 22 (8.1)  |
| 溫莎             | CIII-DT-22 | 22 (22.1) |
| 溫尼伯           | CKND-DT    | 40 (9.1)  |

1第一個數字是數碼訊號的實際頻道號碼，第二個數字則是數碼接收器顯示的頻道號碼（小數點前的數字為模擬訊號停播前的頻道號碼）。
其他地區的觀衆如欲收看環球電視的高清節目則需接駁數碼有綫電視或衛星電視。
溫哥華分台從2010年9月20日起（即《Global National》改革同一天）改以高清製作地區新聞節目，而多倫多、愛民頓和卡加利分台亦陸續於同年10月和11月開始製作高清地區新聞。

## 地區分台

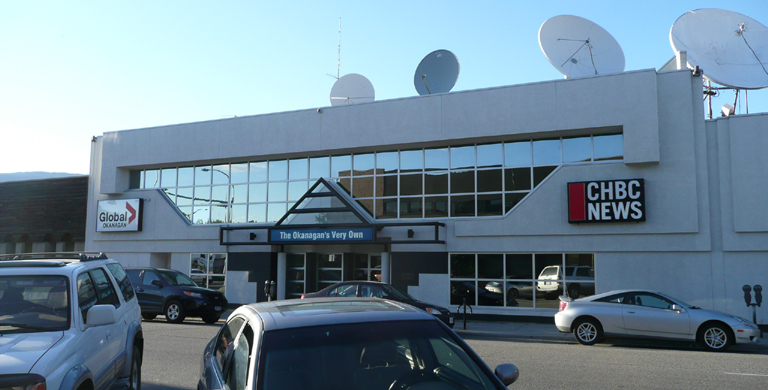
環球電視基隆拿分台CHBC的廣播大樓

### 直屬分台
自從收購WIC集團後，環球電視逐漸將旗下地區電視台的運作進行整固。現在所有地區電視台的節目播放，都是從卡加利分台的控制室遙遠控制。
另一方面，自統一企業形象以來，環球電視的直屬分台均統一使用「Global」品牌，再於其後加上地區名稱以識別個別分台（如卡加利分台CICT便成為「Global Calgary」）；此舉亦廣泛流傳於加拿大其他電視網（如CBC和CTV）。雖然如此，眾分台的呼號仍是它們在電視台牌照上的正式名稱。
| 省份         | 城市／地區 | 呼號      | 備註                                       |
| ------------ | ---------- | --------- | ------------------------------------------ |
| 卑詩省       | 溫哥華     | CHAN      | 辦公室和錄影廠設於大溫哥華地區本那比       |
| 卑詩省       | 基隆拿     | CHBC      | 除地區新聞外，其他時段的節目與CHAN同步播放 |
| 亞伯達省     | 卡加利     | CICT      |                                            |
| 亞伯達省     | 愛民頓     | CITV      |                                            |
| 亞伯達省     | 列必珠     | CISA      |                                            |
| 沙省         | 利載拿     | CFRE      |                                            |
| 沙省         | 薩斯卡通   | CFSK      |                                            |
| 緬尼托巴省   | 溫尼伯     | CKND      |                                            |
| 安大略省     | 多倫多     | CIII      |                                            |
| 安大略省     | 彼得堡     | CHEX      |                                            |
| 安大略省     | 奧沙華     | CHEX-TV-2 |                                            |
| 安大略省     | 京士頓     | CKWS      |                                            |
| 魁北克省     | 滿地可     | CKMI      |                                            |
| 諾華斯高沙省 | 哈利法斯   | CIHF      |                                            |
| 紐賓士域省   | 聖約翰     | CHNB      | 辦公室和錄影廠設於諾華斯高沙省哈利法斯     |

### 聯播分台和次要廣播商
除了大城市以外，加拿大大部分地區的人口稀少，中小型城鎮難以支持多家地區電視台，因此這些城鎮通常最多只有兩家地區電視台。而由於CBC和CTV的歷史較悠久，這些城鎮的地區電視台大多已加盟該兩家電視網，令新成立的電視業者（如環球電視）難以於這些地區設立新的分台，只好依靠有綫電視、衛星電視和轉播站將其固有大城市分台的訊號傳遞至中小型城鎮和偏遠地區。這也造成環球電視比該兩家網絡（尤其是CBC）少聯播分台的局面。
可是，近年來CTV與其中小型城鎮聯播分台的關係漸趨緊張，導致紐芬蘭及拉布拉多省的CJON和安大略省雷灣的CHFD分別於2002年和2010年與CTV終止聯播關係，並轉而播放環球電視的節目。當中CHFD更配合環球電視的企業形象而改稱，因此該台實際上可當成環球電視的聯播分台。CJON現時的正式身份是一條獨立頻道，除了播放環球電視的節目外，亦維持播放CTV的晚間全國新聞以及小部分特備節目。此外，勞埃德明斯特的CKSA亦於2016年放棄聯播CBC而改為聯播環球電視。
另一方面，蕭氏通訊在2010年收購環球電視前已持有安大略省肯諾拉的CTV聯播分台CJBN。CJBN於2011年終止與CTV的聯播關係，並改為播放環球電視的節目，自此大致與環球電視溫尼伯分台CKND同步廣播。康力斯娛樂於2016年收購環球電視時沒有同時購入CJBN，該台仍然隸屬蕭氏通訊，但維持聯播環球電視直至該台於2017年1月停播為止。
| 省份               | 城市／地區   | 呼號 | 母公司 | 備註                           |
| ------------------ | ------------ | ---- | ------ | ------------------------------ |
| 亞伯達省／沙省     | 勞埃德明斯特 | CKSA |        |                                |
| 安大略省           | 雷灣         | CHFD |        |                                |
| 紐芬蘭及拉布拉多省 | 聖約翰斯     | CJON |        | 次要廣播商；正式身份為獨立頻道 |